# Shake Your Coconuts
Singles de Junior Senior
Rhythm Bandits
Shake Your Coconuts est une chanson danoise de musique pop par le duo Junior Senior. La musique a été composée en 2003. Il s'agit du troisième single de leur premier album D-D-Don't Stop the Beat.
La musique se trouve à la fin du film Les Looney Tunes passent à l'action ; elle est utilisée pour le menu du jeu vidéo Worms 3D, et peut également être entendue dans l'épisode Formules magiques de la saison 5 de la série télévisée Malcolm.

## Track listing
1. "Shake Your Coconuts" (Version Album) - 2:26
2. "Shake Your Coconuts" (edit)